# О’Донован, Пол
Пол О’Донован (англ. Paul O'Donovan, род. 19 апреля 1994, Лишин, Манстер) — ирландский гребец, двукратный чемпион (2020, 2024) и серебряный призёр (2016) Олимпийских игр, многократный чемпион мира и Европы.

## Ранние годы
Пол О’Донован родился 19 апреля 1994 года в Лишине, недалеко от Скибберина, графство Корк. Как и его старший брат Гэри, он посещал национальную школу Лишин и среднюю школу Сент-Фахтна-де-ла-Саль в Скибберине. В 2017 году он получил степень бакалавра физиотерапии, закончив Университетский колледж Дублина.
О’Донован начал заниматься греблей в 2001 году в возрасте около семи лет, когда его отец привел обоих братьев в гребной клуб «Скибберин». Его отец, сам бывший гребец, тренировал братьев О’Донован до 2013 года.

## Карьера гребца
В 2008 году братья О’Донован были отобраны в юниорскую сборную Ирландии для участия на международной регате, проходившей в Кардиффе, Уэльс, и завоевали золото в юниорском зачете в классе четверок парных. Пол О’Донован также выступал в одиночках; в 15 лет он стал чемпионом Ирландии среди юниоров в одиночках и занял четвёртое место на чемпионате мира среди юниоров 2011 года. Когда ему было 19 лет, он завоевал бронзовую медаль в мужской одиночке среди легковесов на чемпионате мира по академической гребле до 23 лет, проходившем в Линце, Австрия.
В апреле 2016 года Пол и Гэри О’Донованы завоевали серебро в двойках парных легковесы на этапе Кубка мира по академической гребле в Варезе, Италия, а через месяц, в мае 2016 года, выиграли золотые медали чемпионата Европы по академической гребле 2016 года в Бранденбурге, Германия. Братья квалифицировались на Олимпийские игры 2016 года в Рио-де-Жанейро на 
чемпионате мира 2015 года. В августе 2016 года на Олимпийских играх они завоевали серебро, что стало первой медалью в гребле, завоеванной Ирландией на Олимпийских играх.. Две недели спустя в Роттердаме, Нидерланды Пол О’Донован стал чемпионом мира в классе одиночек легковесов. Братья О’Донован дважды, в 2017 и 2018 годах, выигрывали серебро в двойках парных легковесов на чемпионатах Европы и золото на чемпионате мира 2018 года.
С 2019 года Пол О’Донован стал выступать в паре с Финтаном Маккарти. Их первым международным стартом стал Чемпионат мира по академической гребле 2019 года, проходивший в австрийском городе Оттенсхайм, где они завоевали золотую медаль и титул чемпиона мира.
Маккарти и О’Донован участвовали в Олимпийских играх 2020 года в Токио, которые состоялись в июле 2021 года. Пара показала в полуфинале лучшее время в истории в этом виде соревнований - 6:05:33, а затем выиграла и финал, завоевав золотую медаль.
Маккарти и О’Донован  вновь представляли Ирландию на летних Олимпийских играх 2024 года, завоевав вторую золотую медаль подряд в двойках парных легковесов.